# Большое Высоко

Высоковский бор

Большое Высоко — деревня на территории Николо-Кормской сельской администрации  Покровского сельского поселения Рыбинского района Ярославской области. 

## География
Деревня расположена на правом берегу Волги, выше Рыбинского водохранилища, строго говоря, в лоциях и на картах этот участок Волги обычно обозначается как Рыбинское водохранилище, так как в настоящее время Волга здесь шире естественного русла. Волга здесь течёт в направлении с юга на север, соответственно ориентирована и деревня. В соответствии с названием, это одно из наиболее высоких мест берега. Деревня находится на некотором удалении от расположенного западнее её крутого обрыва реки. Основная улица деревни проходит вдоль старинного тракта, проходящего по берегу Волги. Здесь практически непрерывной полосой следуют деревни Бабурино, Городок, Крутец, Малое и Большое Высоко. Этот район традиционно считается в городе Рыбинске одним из лучших для строительства загородных дач, поэтому берег, несмотря на различные ограничения, был плотно застроен ещё при Советской власти, а с приходом рыночной экономики это тенденция только усилилась. Однако по причине плотной застройки и недостатка места здесь нет мест массового отдыха: бывших пионерских лагерей, баз отдыха или санаториев, не выделялось здесь и участков для садоводческих товариществ.

## Название
Употребляются различные альтернативные формы названия: Большое Высоко — используется на почтовом сайте и на топографической карте, Большое Высоково — в некоторых документах администрации и на топокарте 1941 года, Большое Высока — в списке почтовых индексов, Большие Высоки и Большие Высока — в речи жителей. Деревня Большое Высокое указана на плане Генерального межевания Рыбинского уезда 1792 года.

## Население
| 2007 | 2010 |
| ---- | ---- |
| 13   | ↘11  |

По данным Всероссийской переписи населения 2002 года в деревне большое Высоко Николо-Кормского сельского округа проживали 21 человек, русские (100%).

## Инфраструктура
Дома расположены в основном по обе стороны основной улицы. Основу составляет традиционная застройка, рубленные избы, фасадами на улицу, но имеются и современные постройки. 
В обход деревни с восточной, дальней от Волги стороны, построена автомобильная дорога к Коприно и Ларионово, ответвляющаяся в селе Николо Корма от трассы Р104 на участке  Углич—Рыбинск. Дорога эта идет параллельно берегу Волги и удобна для доступа жителей Москвы к развивающемуся в районе села Коприно курорта. Маршрутное такси связывает деревню с городом только в летний сезон и по выходным дням. В будние дни и в зимний сезон используются автобусные остановки рейсовых автобусов на Углич и Мышкин в селах Никольское или Никола-Корма.
В деревне имеется продовольственный магазин. Имеется централизованное водоснабжение с водоразборными колонками. Администрация сельского поселения и центр врача общей практики находятся в посёлке Искра Октября, центр Николо-Кормской сельской администрации, отделение почты, школа, клуб — в селе Никольское. Церковный приход и кладбище в настоящее время в селе Никола-Корма, в прошлом функционировала церковь в селе Городок.
Памятники и памятные места
- К юго-западу и западу от деревни находятся археологические памятники: два селища XI—XIII веков. Они объявлены памятниками истории и культуры Рыбинского района[9].

Особо охраняемые природные территории
- Южнее деревни вдоль берега Волги на протяжении около 5 км в длину тянется так называемый Высоковский бор — сосновый бор, растущий на песчаной возвышенности. Бор является особо охраняемой природной территорией[10].
- В этом же бору находилось уникальное своим возрастом дерево, вошедшее отдельной строкой в перечень природных объектов — Николо-Кормская межевая сосна[11]. В настоящее время дерево погибло.